# Antoine Charles Horace Vernet

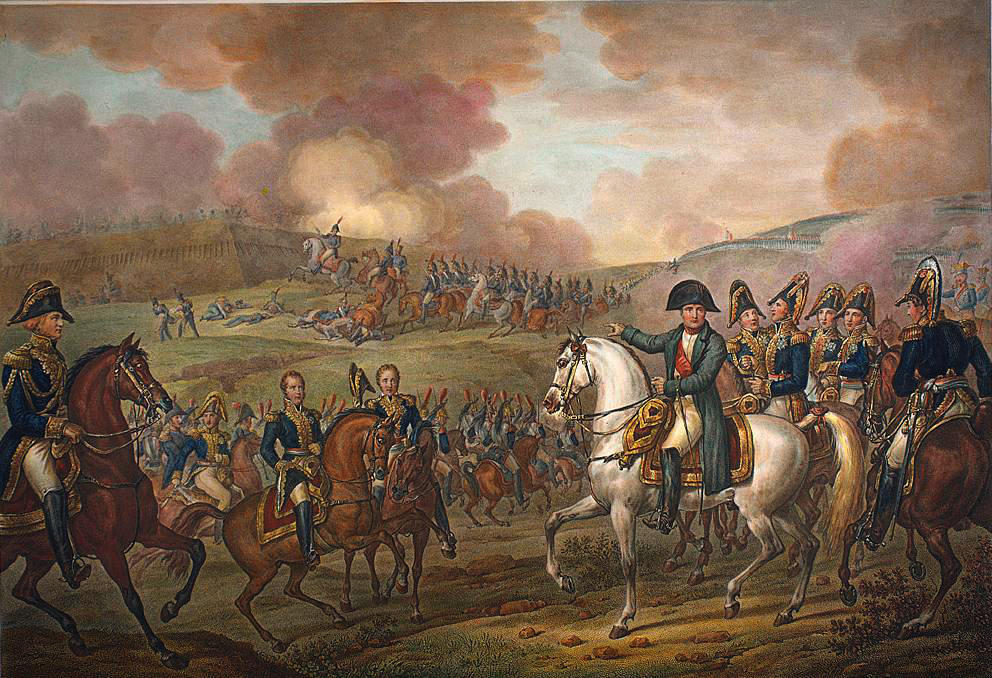
Napoleon in der Schlacht bei Moskau (1812)

Antoine Charles Horace Vernet, gelegentl. Carle Vernet, (* 14. August 1758 in Bordeaux; † 17. November 1836 in Paris) war ein französischer Maler, Zeichner und Lithograf.

## Leben
Vernet war der Sohn des Malers Claude Joseph Vernet und Vater von Horace Vernet. Er erhielt künstlerischen Unterricht durch den Vater und Nicolas-Bernard Lépicié. 1782 wurde er mit dem renommierten Prix de Rome ausgezeichnet. Motive aus seinem kurzen Italienaufenthalt (1782/83) verwendete er während seiner gesamten Karriere.
Im Alter von 30 Jahren wurde er 1788 als Mitglied an der École des Beaux-Arts in Paris aufgenommen; 1810 an der Académie des Beaux-Arts.
Zu den von Carle Vernet behandelten Themen zählen vor allem Schlachten der napoleonischen Epoche. In Anerkennung für seine Schlachtendarstellungen wurde er 1808 von Napoleon Bonaparte in die Ehrenlegion aufgenommen. Carle Vernet malte aber auch Porträts und Jagdszenen; ein besonderes Talent hatte er als Tiermaler für die Darstellung von Pferden und Hunden. Für die Panoramatapete Les Chasses de Compiègne (Die Jagden von Compiègne) der 
Pariser Manufaktur Jacquemart & Bénard lieferte er die Vorlage.
Bekannt war er auch für seine  Darstellungen von zeitgenössischen Sittenbildern, darunter die 1797 publizierte Grafikserie Les incroyables et merveilleuses und die um 1815 erschienenen Cris de Paris. Als einer der ersten Künstler verwendete er die Drucktechnik der Lithografie.